# Pasian di Prato
Pasian di Prato är en ort och kommun i regionen Friuli-Venezia Giulia i Italien och tillhörde tidigare även provinsen Udine som upphörde 2018. Kommunen hade 9 395 invånare (2018).